# Ditte Andersson
Ditte Katarina Andersson, född 25 november 1954 i Vaksala församling, Uppsala län, är en svensk musiker.
Andersson blev filosofie kandidat 1976 och utexaminerades från Kungliga Musikhögskolan i Stockholm 1982. Från 1979 har hon varit frilansande folkmusiker, med fiol, nyckelharpa och sång. Hon har turnerat i Rikskonserters regi och deltagit i folkmusikfestivaler i bland annat Storbritannien. 
Hon är riksspelman sedan 1980 då hon fick sitt Zornmärket i silver "för klangfullt nyckelharpospel av upplandslåtar".
Hon är dotter till Lars Andersson och Lena, född Dahlström.

## Diskografi
- 1980 – Unga spelmän i Uppland (tillsammans med andra).

- 1986 – Upplandsgitarr (AMLP 715).[9]

- 2002 – Ditte Andersson.

- 2009 – Återvunnet (AWCD63).[10]

- 2015 – Långt om länge (CDCD-01).[11]